# Síntesis de aminas de Delépine
La síntesis de aminas de Delépine es un método de síntesis orgánica de aminas primarias (4) a partir de halogenuros de bencilo o alquilo (1), en donde se utiliza hexametilentetramina (2) para insertar el nitrógeno y se hidroliza la sal de amonio cuaternaria en medio ácido (3). Lleva el nombre del químico francés Stéphane Marcel Delépine (1871–1965).
Las ventajas de esta reacción son el acceso selectivo a la amina primaria sin reacciones secundarias de reactivos fácilmente accesibles con tiempos de reacción cortos y condiciones de reacción relativamente suaves. 
Un ejemplo es la síntesis  de 2-bromoalilamina a partir de 2,3-dibromopropeno.

## Mecanismo de reacción
El halogenuro de bencilo o el halogenuro de alquilo 1 reacciona con hexametilentetramina a una sal de amonio cuaternario 3, cada vez que alquila un átomo de nitrógeno. Al poner a reflujo en una solución concentrada de ácido clorhídrico etanólico, esta sal se convierte en la amina primaria junto con formaldehído (como el acetal con etanol) y cloruro de amonio.
Dependiendo de las condiciones y la estructura de la hidrólisis, el nitrógeno podría perderse del carbono donde se había unido en el primer paso para dar un aldehído bencílico (la reacción de Sommelet).